# Tamara Doneva
Tamara Doneva, slovenska pisateljica, scenaristka, režiserka, učiteljica * 4. maj 1967, Postojna, † 26. februar 2014.
Med študijem Primerjalne književnosti in literarne teorije na Filozofski fakulteti UL je delala na Radiu Študent. V času srednješolskega izobraževanja je napisala in režirala dve poetični drami: leta 1984 za gledališče Svoboda v Postojni dramo z naslovom Asfodelski travnik, dve leti kasneje za isto gledališče dramo Balada za Taryo. Za ŠKUC gledališče je napisala monodramo o pisateljici Zofki Kveder z naslovom Misterij žene in prevedla dramsko besedilo Gola makedonske avtorice Viktorije Rangelove.